# Abraxas nigroradiata
Abraxas nigroradiata là một loài bướm đêm trong họ Geometridae.